# Lorne Main
Pour les articles homonymes, voir Main (homonymie).
Lorne Main, né le 9 juillet 1930 à Vancouver en Colombie-Britannique et mort dans la même ville le 14 octobre 2019, est un joueur de tennis canadien.

## Carrière
Lorne Main a étudié à l'université de Californie à Berkeley entre 1949 et 1951. Finaliste des Internationaux du Canada en simple en 1949, il s'est imposé en double en 1951 avec Brendan Macken et en 1954 avec Luis Ayala.
Il a fait partie des meilleurs joueurs canadiens des années 1950 à l'image de Robert Bédard, Donald Fontana et Henri Rochon. Il a été classé à trois reprises no 1 national (1951, 1953 et 1954) et a été membre de l'équipe du Canada de Coupe Davis entre 1949 et 1955, puis capitaine de 1958 à 1961.
Vainqueur du tournoi de Monte-Carlo en 1954 alors qu'il n'était pas tête de série, il atteint cette année-là le 3e tour à Roland-Garros, Wimbledon et l'US Open. Il arrête peu après les tournées pour des raisons financières puis devient directeur de la publicité du Toronto Telegram.
Très actif sur le circuit ITF Senior depuis ses débuts en 1986, il est devenu le premier récipiendaire de l'ITF Outstanding Achievement Award en 2012, après avoir remporté un 39e titre de champion du monde toutes catégories confondues (dont 12 en simple) sur une période de plus de 30 ans. Il est le joueur le plus titré du circuit Senior.
Pour son implication dans le tennis, il a été introduit au Panthéon des sports de la Colombie-Britannique en 1975 et au Temple de la renommée du tennis canadien en 1991.

## Palmarès (partiel)

### Titre en simple messieurs
| No | Date       | Nom et lieu du tournoi                        | Catégorie | Surface      | Finaliste    | Score              |  |
| -- | ---------- | --------------------------------------------- | --------- | ------------ | ------------ | ------------------ |  |
| 1  | 12-04-1954 | Tournoi de tennis de Monte-Carlo, Monte-Carlo |           | Terre (ext.) | Tony Vincent | 9-7, 3-6, 7-5, 6-4 |  |

### Finale en simple messieurs
| No | Date       | Nom et lieu du tournoi               | Catégorie | Surface | Vainqueur    | Score              |  |
| -- | ---------- | ------------------------------------ | --------- | ------- | ------------ | ------------------ |  |
| 1  | 01-08-1949 | Tournoi de tennis du Canada, Halifax |           | NC      | Henri Rochon | 6-3, 6-4, 4-6, 6-2 |  |